# Кубок України з футболу серед жінок 2001
Кубок України з футболу серед жінок 2001 — 9-й розіграш Кубка України серед жінок. У турнірі взяли участь 4 команди, 3 з яких («Легенда», «Донеччанка» та «Харків'янка») представляли Вищу лігу — єдиний на той час дивізіон українського професіонального жіночого футболу. Володарем Кубка вперше стала чернігівська «Легенда», яка у фіналі обіграла «Донеччанку» з рахунком 4:1.

## Учасники
Клуби Вищої ліги:
- «Донеччанка» (Донецьк)
- «Легенда» (Чернігів)
- «Харків'янка» (Харків)

Аматорський клуб:
- ЛДАУ (Луганськ)

## Матчі

### Півфінали
| Команда 1    | Заг. | Команда 2     | 1-й матч | 2-й матч |
| ------------ | ---- | ------------- | -------- | -------- |
| «Донеччанка» | 23:0 | ЛДАУ          | 12:0     | 11:0     |
| «Легенда»    | 10:0 | «Харків'янка» | 5:0      | 5:0      |

## Фінал
| 18 листопада 2001 13:30 EEST |

| «Донеччанка» (Донецьк) | 1:4      | «Легенда» (Чернігів)                          |
| ---------------------- | -------- | --------------------------------------------- |
| Бондар 27'             | Протокол | 13', 80' Іванова 36' Нестерчук 85' Карпенкова |

| НСК «Олімпійський», Київ Глядачів: 100 |